# Lycoreus alluaudi
Lycoreus alluaudi es una especie de escarabajo del género Lycoreus, familia Elateridae. Fue descrita científicamente por Candèze en 1900.
Se distribuye por África Oriental. La especie mide entre 3,8-5 milímetros de longitud.

## Sinonimia
- Lycoreus imperialis (Schwarz, 1901).[1]
- Neolycoreus alluaudi (Candèze, 1900).[3]